# Daniel Quintero (Maler)

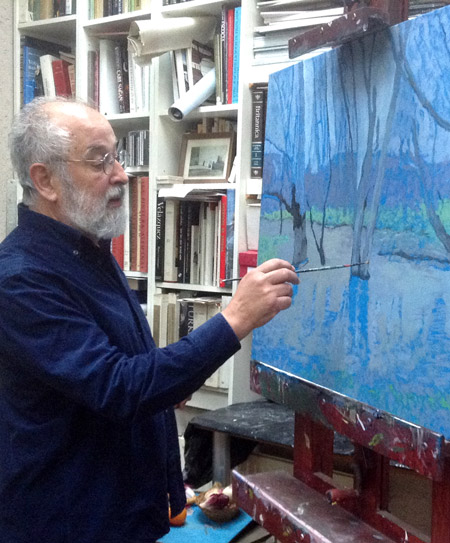
Daniel Quintero

Daniel Quintero (* 1949 in Málaga) ist ein spanischer Maler.

## Leben
Quintero wurde in Málaga geboren und verbrachte seine Kindheit in Málaga und Melilla. 1959 zog er mit seiner Familie nach Madrid. 
Er studierte Malerei bei Amadeo Roca (1905–1999) an der Roca Akademie. Später wechselte er zur  Real Academia de Bellas Artes de San Fernando, wo er bei dem spanischen  Realisten Antonio López García studierte.
Seit 1975 wird er von der Galerie Marlborough Fine Art in London vertreten. Von 1976 bis 1979 lebte er in Cornwall, London und Dublin. Nach drei Jahren kehrte er nach Spanien zurück. Seit 2001 lebt und arbeitet er in Madrid und New York.

## Ausstellungen (Auswahl)

### Einzelausstellungen
- 2012 Retratos y dibujos, Palacio Los Serrano, Ávila
- 2011 Daniel Quintero Lonja de Zaragoza, Saragossa
- 2008 Exposición retrospectiva, Palacio Episcopal de Málaga
- 2002 Fundación Botín, Santander
- 2000 Museo Sefardí, Synagoge El Tránsito, Toledo
- 1996 Centro de Arte Moderno Oviedo, Oviedo
- 1991 Fundación Caixa de Galicia, A Coruña

### Gruppenausstellung
- 2011 Temblor y Movimiento, Casa de Sefarad, Córdoba
- 2006 The European Fine Art Fair, Maastricht
- 1987 Naturalezas Españolas, Museo Reina Sofía, Madrid
- 1979 The Open and Closed Book, Victoria and Albert Museum, London
- 1977 documenta 6, Kassel
- 1975 Realismus und Realität, Kunsthalle Darmstadt, Darmstadt